# Colonial Williamsburg
Colonial Williamsburg è il distretto storico della città indipendente di Williamsburg.

## Storia e descrizione
Esso è costituito da molti degli edifici costruiti dal 1699 al 1780, che formavano il centro della città coloniale capitale della Virginia. La capitale si trova al centro del confine fra le due contee originarie dello Stato della Virginia, James City Shire (ora Contea di James City), e Charles River Shire (ora Contea di York). Per gran parte del XVIII secolo, Williamsburg fu il centro del governo, dell'educazione e della cultura della Colonia di Virginia. Fu qui che Thomas Jefferson, Patrick Henry, James Monroe, James Madison, George Wythe, Peyton Randolph, e dozzine di altri, aiutarono a crescere la democrazia in Virginia e negli Stati Uniti d'America.
Il motto della Colonial Williamsburg è "ciò che il futuro può imparare dal passato." L'Area Storica vuol essere un'interpretazione di una città americana coloniale, con esposizioni, comprese dozzine di edifici autentici o accuratamente ricostruiti, del tempo della guerra d'indipendenza americana. Fra gli edifici preminenti della Williamsburg Coloniale figurano la Taverna di Raleigh, il Campidoglio, il Palazzo del Governatore, e la Bruton Parish Church. Piuttosto che realizzare semplicemente uno sforzo per preservare le antichità, la combinazione di restauro esteso e ricreazione dell'intera città coloniale, facilita la realizzazione dell'atmosfera del tempo facendo, al contempo, comprendere l'ideale dei leader rivoluzionari americani del XVIII secolo. Gli interpreti lavorano e vestono come una volta, e usano la grammatica e la dizione coloniale, anche se gli accenti non sono dell'epoca.
L'area storica è situata immediatamente a est del College di William e Mary, che venne fondato a Middle Plantation nel 1693. Il College, voluto fortemente dai coloni, fu un fattore chiave nel trasferimento della capitale della Virginia a Williamsburg nel 1698 e della sua ridenominazione in onore del re Guglielmo III d'Inghilterra subito dopo. La nuova città venne realizzata all'esterno, rispetto al Wren Building del College, posto al termine occidentale della Duke of Gloucester Street, dove ancora oggi si trova, di fronte al Campidoglio dove operarono i legislatori.
Williamsburg coloniale è la maggior fonte di turismo dell'area di Williamsburg. È divenuta anche una pietra di paragone per molti capi di stato e di governo, compreso il presidente degli Stati Uniti, che qui si sono confrontati. Nel 1983, gli Stati Uniti ospitarono la prima Conferenza economica mondiale nella Williamsburg Coloniale. Williamsburg Coloniale è divenuta una destinazione turistica e popolare per visitatori statunitensi e stranieri. Jamestown e Yorktown, gli altri due punti del Triangolo Storico, sono collegate a Williamsburg Coloniale dal National Park Service.